# Ranunculus aberdaricus
Ranunculus aberdaricus, višegodišnja vrsta biljke iz tropske istočne Afrike koja raste kao endem u području planine Aberdare u Keniji, po kojoj je vrsta i dobila ime. Pripada rodu žabnjaka i porodici žabnjakovki (Ranunculaceae).